# Сага о Хервёр и Хейдреке
Сага о Хервёр и Хейдреке (др.-сканд. Hervarar saga ok Heiðreks) — древнеисландская сага о древних временах, сложенная в XIII веке путём обработки гораздо более древнего материала. Сага ценна своими сведениями по истории готов начиная с IV века н. э. Последняя часть саги рассказывает об истории средневековой Швеции и шведской королевской династии.
Древнейший из трёх изводов записан на пергаменте начала XIV века и входит в состав свода «Хауксбук». Он хранится в Королевской библиотеке Дании. Сага состоит из двух частей. В первой части «Ворожба Хервёр» рассказывается о том, как дева-воительница Хервёр, дочь Ангантюра, получила на могиле отца «чудесный меч Тюрфинг», выкованный гномами для конунга Гардарики по имени Сирглами.
Во второй части с использованием древнейших слоёв эддической традиции повествуется о сражении гуннов с готами в Приднепровье. Далее повествуется о сыне Хервёр, Хейдреке, который правил в Рейдготланде. Сага заканчивается перечислением полулегендарных шведских королей, потомков Хейдрека, вплоть до шведского короля Филиппа I (ум. 1118).
Сага послужила одним из источников Толкина при создании «Властелина колец». Его сын Кристофер перевёл в 1960 году сагу на английский язык.

## Содержание
У конунга Гардарики Сирглами был чудесный меч Тюрфинг и красавица дочь Эйвура. Оба достались Арнгриму из Больма (Смоланд). У Эйвуры и Арнгрима родилось 12 сыновей-берсерков. Один из сыновей (Хьёрвард) задумал жениться на дочери влиятельного шведского конунга Ингьяльда, что привело к поединку c соперником Хьяльмаром на острове Самсё, где многие погибли. Однако у старшего из сыновей успела родиться дочь Хервёр (Hervör), которая выросла разбойницей. Посетив могилу отца на острове Самсё, она добыла фамильный меч Тюрфинг. У Хервёр от Хёвунда (Höfundr) было двое сыновей Ангантюр (Angantýr) и Хейдрик (Heiðrekr).
Хейдрик рос плохим сыном, однажды на пиру своего отца он подрался и убил своего обидчика. По законом своего времени, чтобы избежать мести, он должен был бежать. Мать дала ему на память меч Тюрфинг. Хейдрик осел в Рейдготаланде (Reiðgotaland), где сделал успешную карьеру при дворе местного короля Харальда. Однажды, во время голода, прорицатели сообщили о необходимости человеческой жертвы. Хейдрик согласился пожертвовать сыном, но после этого он поднял переворот и убил своего тестя Харальда. Жена Хейдрика с горя повесилась. Хейдрик предпринял поход против гуннов (Гунналанд, Húnaland) и саксов (Saxland). От дочери вождя гуннов у него был сын Хлёд (Hlöðr). Но Хейдрик женился на саксонской принцессе, после измены которой он возвратился с сыном от неё Ангантюром (II) в свои края. Затем Хейдрик оказался в Гардарики, где при странных обстоятельствах на охоте убил сына местного конунга. Тот тем не менее отдал ему в жены свою дочь Хервёр (II).
Далее к Хейдрику является бог Один и загадывает ему загадки, в конце они ссорятся и бог насылает на Хейдрика проклятие. И, действительно, высокородные пленники перебили стражу и зарубили самого Хейдрика, похитив меч Тюрфинг. Место смерти Хейдрика обозначается как горы Харвади (Harvaða fjöllum), которые иногда интерпретируют как Карпаты. Сын Хейдрика Ангантюр долго искал убийц своего отца и опознал их в рыбаках по мечу Тюрфингу. Пир по случаю успешной мести Ангантюр как король готов справляет в Археймаре, на берегах Днепра.
Но радость Ангантюра была недолгой: к своему брату с большой ордой гуннов прибывает Хлёд и требует половину наследства Хейдрика. Переговоры провалились, и между готами и гуннами началась война в окрестностях леса Мюрквид — между землями готов и гуннов. Гунны собрали огромное войско — 33 тысяч бойцов, и напали на готскую крепость, которую обороняла Хервёр (III) — сестра Ангантюра. Крепость пала, и гонец Ормар (Ormarr) целые сутки добирался верхом до Археймара, чтобы сообщить печальную весть. Войско готов было вдвое меньше, и новая битва состоялась на Дунхейде (Dúnheiði, Дунае). На сей раз готы победили, а предводитель гуннов Хлёд пал на поле брани. Историческим аналогом этой битвы была Битва при Недао (также на Дунае, также между готами и гуннами, также победа была на стороне готов). Ангантюр продолжает правление в Рейдготаланде.
Ангантюру наследовал сын Хейдрек Волчья Шкура (Heiðrekr úlfhamr), у того была дочь Хильд (Hildr) — мать Хальвдана Храброго (Hálfdanar snjalla), а у Хальвдана был сын Ивар Широкие Объятья. Ивар подчинил многие страны Северной Европы от Англии до Гардарики. У Ивара было двое внуков (через дочь Альвхильд) Харальд Боезуб и Рандвер (Randvér), ставший датским королём. Рандверу наследовал сын Сигурд Кольцо (Sigurðr hringr), тогда как Харальд Боезуб пал в междоусобной войне в Гёталанде. Датскую корону наследовал сын Сигурда Рагнар, а шведскую — сын Харальда Эйстейн (Eysteinn). В очередной междоусобице победил клан Рагнара. Его сыновья получили следующие страны: Бьёрн Железнобокий — Швецию, Сигурд — Данию, Хвитсерк (Hvítserkr) — Восточную страну (Austrríki), Ивар Бескостный — Англию. Праправнук Бьёрна шведский король Эрик Анундсон был современником норвежского короля Харальда Прекрасноволосого. Сыном этого Эйрика был Бьёрн Эриксон, а внуком — Эйрик Победоносный. После Эйрика королём стал Олаф — его сын от славянки Сигрид. При Олафе произошло крещение Швеции (X век). После смерти Олафа сначала шведскую корону наследовал один его сын Анунд Якоб (XI в.), а затем другой — Эмунд Старый. После Эмунда королём Швеции был избран Стенкиль. Через некоторое время королём Швеции стал сын Стенкиля Инге I Старший. Последним шведским королём, упомянутым в Саге, является племянник Инге Филипп (XII в.).

## Историчность и ценность

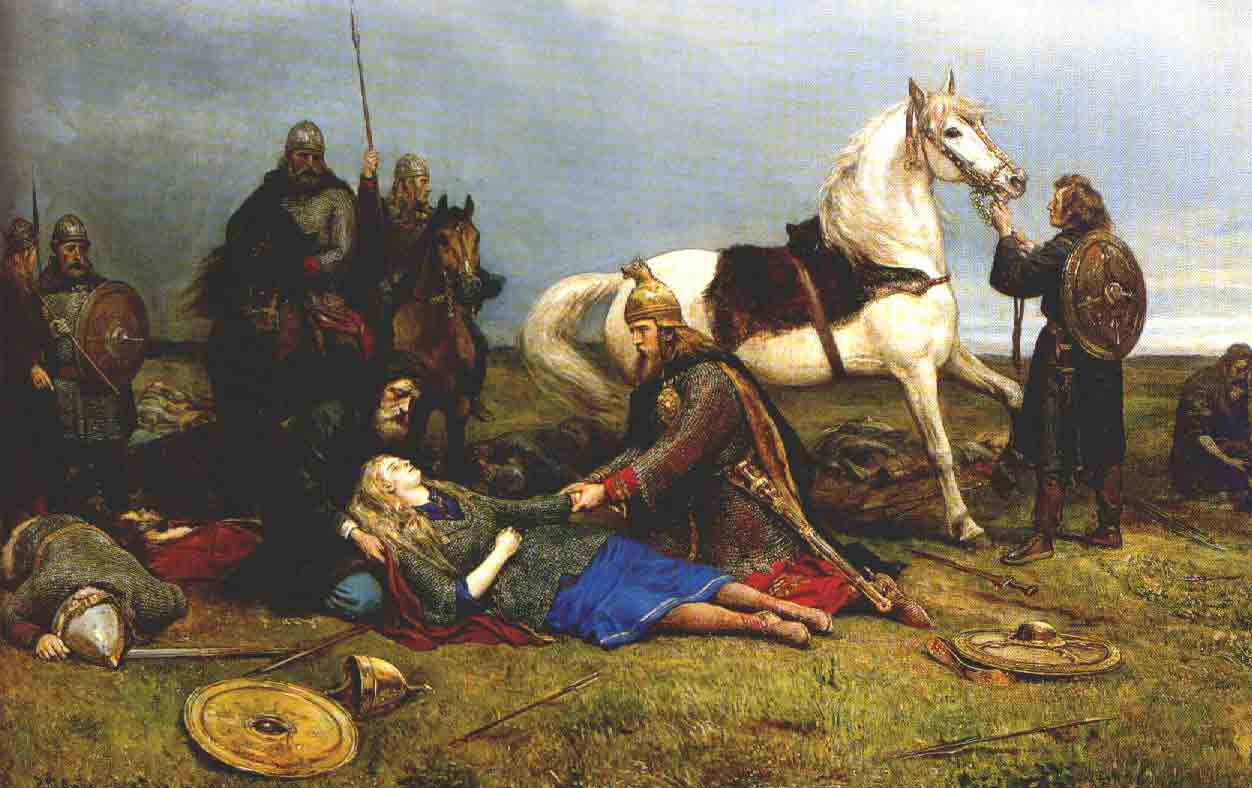
Петер Николай Арбо. «Смерть Хервёр». 1880 г.

«Сага о Хервёр» дает ценные исторические данные и издавна привлекала внимание скандинавских филологов своей древностью и древностью изображённых в ней событий, доказательством чего служит аутентичность донесённых сагой готских имён. В тексте готские имена употребляются в форме, вышедшей из обращения после 390 года, и без латинизации. Например, в ней упомянут Grýting (остготский вариант латинского Greutungi) и Tyrfing (вестготский вариант латинского Tervingi).
Действие саги разворачивается там, где готы жили в период войны с гуннами. Упоминается столица готов на Днепре — Археймар, относительно которой нет единого мнения.
Хотя имена и названия, упомянутые в саге, свидетельствуют о наличии исторического базиса, тем не менее многие события саги не соотносятся со свидетельствами из других источников. Велики и собственно поэтические достоинства саги.

## Рукописи
Сага содержится во множестве списков. Три основные версии саги имеются под названием H, R и U:
- Н представлена «Книгой Хаука» от ~1325 года (AM 544 4to). Книга хранится в Arnamagnæan Institute.
- R представлена рукописью XV века MS 2845 4to, который хранится в Королевской библиотеке в Копенгагене.
- U представлена рукописью R:715, хранящийся в Университетской библиотеке Упсалы, и AM 203 fol., которая находится в Университетской библиотеке Копенгагена.

Версии H, R сохранились на пергаментных рукописях, а версия U была написана Эрлендсоном в XVII веке.
Также существуют копии XVII века AM 281 4to (h1) и AM 597b 4to (h2).